# Jesper Sundberg
Jesper Bo Jacob Sundberg (* 1989) ist ein schwedischer Basketballtrainer.

## Werdegang
Sundberg übte bei den Norrköping Dolphins bis 2018 insgesamt zehn Jahre lang unterschiedliche Trainertätigkeiten aus: Von 2008 bis 2013 war er Assistenztrainer der Herrenmannschaft, arbeitete als solcher mit den Cheftrainern Kelly Grant und Paul J. Burke zusammen.
2013/14 war er Assistenztrainer von Norrköpings Damen, bei denen er dann von 2014 bis 2018 das Cheftraineramt in der höchsten schwedischen Spielklasse innehatte. Sundberg wurde in der Liga als bester Trainer der Saison 2015/16 ausgezeichnet. In seiner Zeit in Norrköping übte Sundberg teilweise zusätzlich zu seiner Trainertätigkeit auch das Amt des Sportlichen Leiters der Herrenmannschaft aus.
Ab der Saison 2018/19 betreute er in England den Damen-Erstligisten Leicester Riders als Cheftrainer. Im Sommer 2021 trat er in seinem Heimatland das Traineramt bei den Damen des Södertälje BBK an. Mitte Februar 2023 wurde Sundberg in Södertälje entlassen.
Im Juli 2024 vermeldete der deutsche Damen-Bundesligist TK Hannover die Verpflichtung des Schweden. Sundberg wurde Cheftrainer der Niedersächsinnen.

### Nationalmannschaft
Sundberg war Assistenztrainer der schwedischen Damen-Nationalmannschaft, nahm als solcher an der Europameisterschaft 2019 teil. Als Trainer wurde er ebenfalls für schwedische Jugendnationalmannschaften tätig.